# Painswick
Painswick es una localidad situada en el condado de Gloucestershire, en Inglaterra (Reino Unido), con una población estimada a mediados de 2016 de 1736 habitantes.
Se encuentra ubicada al noreste de la región Sudoeste de Inglaterra, cerca de la frontera con Gales y las regiones Midlands del Oeste y Sudeste de Inglaterra, y de las ciudades de Gloucester —la capital del condado— y Bristol.